# Isaac Kneubuhl
Isaac Kneubuhl (* 1. Januar 1985 in Kahului, Hawaii) ist ein US-amerikanischer Volleyballspieler.

## Karriere
Kneubuhl begann seine Karriere an der Kamehameha High School auf Hawaii, die er 2003 abschloss. Ab 2004 studierte der Libero an der California State University, Northridge, wo er im Team der Matadors spielte. Anschließend ging er zum VC Amstetten Hypo Niederösterreich. 2010 verpflichtete der deutsche Bundesligist VC Gotha den US-amerikanischen Nationalspieler.